# Dvd-audio

Logo van dvd-audio

Dvd-audio, vaak afgekort tot DVD-A, is een digitaal formaat voor hifi-geluid op een dvd en is geïntroduceerd in 2000 door het DVD Forum.
Dvd-audio gebruikt de opslagcapaciteit grotendeels voor muziek van hoge kwaliteit en is niet bedoeld als videoformaat. Dvd-audio biedt een hogere geluidskwaliteit dan dvd's van concerten of muziekvideo's.

## Geschiedenis
De eerste dvd-audio schijf kwam uit in 2000. Dvd-audio zat in een concurrentiestrijd met super audio cd (sacd), en bood net als sacd de voordelen van langere speelduur, hogere audiokwaliteit en meerkanaalsgeluid. Vanwege de populariteit van het downloaden van muziek lukte het niet om door te dringen in de consumentenmarkt.
Slechts een aantal muzieklabels heeft albums uitgebracht op dvd-audio. Het aantal uitgebrachte albums is zeer klein in vergelijking met de compact disc.
Dvd-audio werd in 2007 beschreven als verouderde technologie.

## Specificaties
Net als dvd-video is het mogelijk om maximaal 8,5 GB op een meerlaagse dvd op te slaan.
Dvd-audio geeft verschillende mogelijkheden voor audiokanalen, variëren van een enkel monokanaal, tot 5.1-meerkanaalsgeluid, op verschillende samplingfrequenties. Vanwege de hogere opslagcapaciteit heeft het dvd-formaat de volgende voordelen:
- Aanzienlijk langere speelduur
- Hogere coderingskwaliteit
- Extra kanalen voor ruimtelijk geluid
- Meerdere samplingcombinaties mogelijk

|                                       | 16, 20 of 24 bits per sample |          |        |           |         |     |
| 44,1 kHz                              | 48 kHz                       | 88,2 kHz | 96 kHz | 176,4 kHz | 192 kHz |     |
| Mono (1.0)                            | Ja                           | Ja       | Ja     | Ja        | Ja      | Ja  |
| Stereo (2.0)                          | Ja                           | Ja       | Ja     | Ja        | Ja      | Ja  |
| Stereo (2.1)                          | Ja                           | Ja       | Ja     | Ja        | Nee     | Nee |
| Stereo + mono surround (3.0 of 3.1)   | Ja                           | Ja       | Ja     | Ja        | Nee     | Nee |
| Quadrafonie (4.0 of 4.1)              | Ja                           | Ja       | Ja     | Ja        | Nee     | Nee |
| 3-stereo (3.0 of 3.1)                 | Ja                           | Ja       | Ja     | Ja        | Nee     | Nee |
| 3-stereo + mono surround (4.0 of 4.1) | Ja                           | Ja       | Ja     | Ja        | Nee     | Nee |
| Surround sound (5.0 of 5.1)           | Ja                           | Ja       | Ja     | Ja        | Nee     | Nee |

Dvd-audio biedt veel verschillende samplingfrequenties en kanaalcombinaties. Zo kunnen verschillende frequenties naast en door elkaar gebruikt worden. Hetzelfde nummer kan zowel in 96 kHz/24 bit 5.1-meerkanaalsgeluid als in 192 kHz/24 bit stereo zijn opgenomen.
Geluid wordt opgeslagen in lineair PCM-formaat, dat zowel ongecomprimeerd als lossless kan zijn.
Dvd-audio kan ook extra's bevatten, zoals een dvd-menu, ondertiteling, afbeeldingen en video.

## Software
Met behulp van diverse computersoftware is het mogelijk om een dvd-audio aan te maken. Er zijn programma's verkrijgbaar voor zowel Windows, OS X en Linux.